# Lagos Mavora

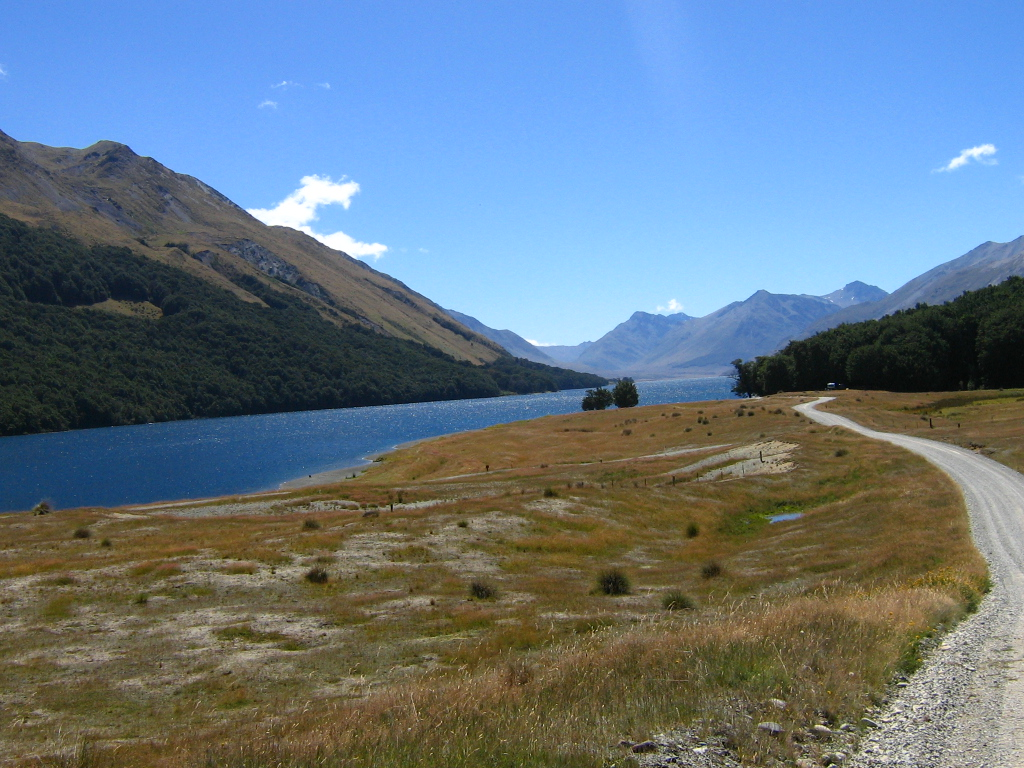
Fotografía del lago Mavora Norte.

Los lagos Mavora  están localizados en la Isla Sur de Nueva Zelanda. Consisten en dos lagos llamado Mavora Norte y Mavora Sur. El área tiene un camping rudimentario y es mantenida por el Departamento de Conservación de Nueva Zelanda.  
En ellos se rodaron algunas escenas de la película El Señor de los Anillos: las dos torres, del director neozelandés Peter Jackson, concretamente aquellas que correspondían con los lindes del bosque de Fangorn, donde los caballeros de Rohan atacan a un grupo de uruk-hai y orcos que llevaban prisioneros a los hobbits Meriadoc Brandigamo y Peregrin Tuk.